# Courcelles-sur-Seine
Courcelles-sur-Seine település Franciaországban, Eure megyében. Lakosainak száma 2157 fő (2022. január 1.). Courcelles-sur-Seine Le Val-d'Hazey, Bouafles, Gaillon, Port-Mort és Villers-sur-le-Roule községekkel határos.

## Népesség
A település népességének változása:
| Lakosok száma | 947  | 1241 | 1569 | 1589 | 1919 | 2004 | 2040 | 2098 | 2129 | 2157 |
|               | 1968 | 1982 | 1990 | 2006 | 2013 | 2015 | 2017 | 2019 | 2020 | 2022 |